# Умрихин, Андрей Петрович
Андре́й Петро́вич Умри́хин (род. 26 мая 1923, Орехово-Зуево — 1990) — разведчик Великой Отечественной войны; полный кавалеры ордена Славы.

## Биография
Родился 26 мая 1923 года в городе Орехово-Зуево в русской семье рабочего. Получил неполное среднее образование, работал слесарем на заводе торфяных машин.
В 1941 года призван в Красную Армию Вязниковским районным военкоматом Ивановской области, воевал на Центральном, Воронежском, Степном, 2-м и 1-м Украинских фронтах Великой Отечественной войны в составе 42-го гвардейского стрелкового полка (13-я гвардейская стрелковая дивизия).
Будучи разведчиком в звании гвардии рядового, 5 января 1944 года в разведке боем у населённого пункта Субботцы (Кировоградская область), уничтожил 7 вражеских солдат и 3 взял в плен, гранатой подорвал противотанковое орудие, подавил пулемётную точку. 9 февраля 1944 года награждён орденом Славы 3-й степени.
В звании гвардии старшего сержанта в ночь на 6 сентября 1944 года в разведке боем у г. Шидловице (Польша) уничтожил 5 вражеских солдат, гранатой подорвал блиндаж с пулемётной точкой. Прикрывая отход разведчиков, был ранен, но из боя не вышел. 18 сентября 44 награждён орденом Славы 2-й степени.
В должности помощника командира разведвзвода 22 февраля 1945 года во главе группы поиска скрытно проник в расположение врага в районе населённого пункта Лааснинг (южнее Бжега, Польша) и захватил «языка»; в бою уничтожил 9 вражеских солдат. Указом Президиума Верховного Совета СССР от 27 июня 1945 года награждён орденом Славы 1-й степени; стал полным кавалером ордена Славы.
В 1945 году демобилизован. Жил в посёлке Лопасня Московской области, работал на заводе. Позднее переехал в с. Троицкое (Чеховский район).
Умер в 1990 году.

## Награды
- орден Отечественной войны 2-й степени (11.3.1985)[1]
- орден Славы 3-х степеней (9.02.1944, 18.9.1944, 27.6.1945)
- медали[2].